# The Fab Five
The Fab Five: Os Cinco Fantásticos (original (em inglês): The Fab Five) é um documentário de 2011, dirigido por Jason Hehir e produzido pela ESPN Films, que conta a história do time universitário de basquetebol que ficou conhecido por Fab Five.
Este filme foi o responsável por registrar o maior índice de audiência de um documentário da ESPN nos Estados Unidos.
No filme, é possível ver a epopeia do minuto final da decisão da NCAA de 1993, assim como a fantástica cena da saída de quadra de Chris Webber, e um emocionado depoimento do técnico Steve Fisher, com os olhos marejados.